# Kandiyohi
Kandiyohi est une ville américaine située dans le Comté de Kandiyohi, dans le Minnesota. Selon le recensement de 2010, sa population est de 491 habitants.